# Rupite
Rupite (bulgarisch Рупите) ist ein Dorf in der Gemeinde Petritsch, in der Oblast Blagoewgrad im heutigen südwestlichen Bulgarien. Rupite gehört zur geographischen Region Pirin-Makedonien und liegt auf einer Höhe von 147 Metern über dem Meeresspiegel. Etwa sechs Kilometer südwestlich vom Dorf liegt der Verwaltungssitz Petritsch. Etwa drei Kilometer östlich vom Dorf fließt der Fluss Struma. Unweit von Rupite wurde in den 2000er Jahren die antike Stadt Herakleia Sintike lokalisiert.
In der Nähe des Ortes befindet sich eine Thermal- und Heilquelle (Quelltemperatur ca. 75 °C). Baba Wanga, eine bekannte Seherin, lebte in Rupite. Haupteinnahmequellen sind die Landwirtschaft und regionaler sowie seit einigen Jahren Pilgertourismus.

## Geschichte
Rupite trug bis 1951 den Namen Schirbanowo (Ширбаново). Erwähnt wird das Dorf auch im Jahr 1876 unter dem Namen Schirban (Ширбан). Alternativnamen sind auch Scharbanovo oder Sirbanowo. 1951 wurde der Ort umbenannt und hieß bis 1993 Muletarowo. 1994 wurde die Kirche Hl. Petka (храм Св. Петка) zu Ehren der berühmten Seherin Baba Wanga geweiht. Seit 2008 ist der Ort Namensgeber für den Rupite-Gletscher auf Smith Island in der Antarktis.

## Weblinks

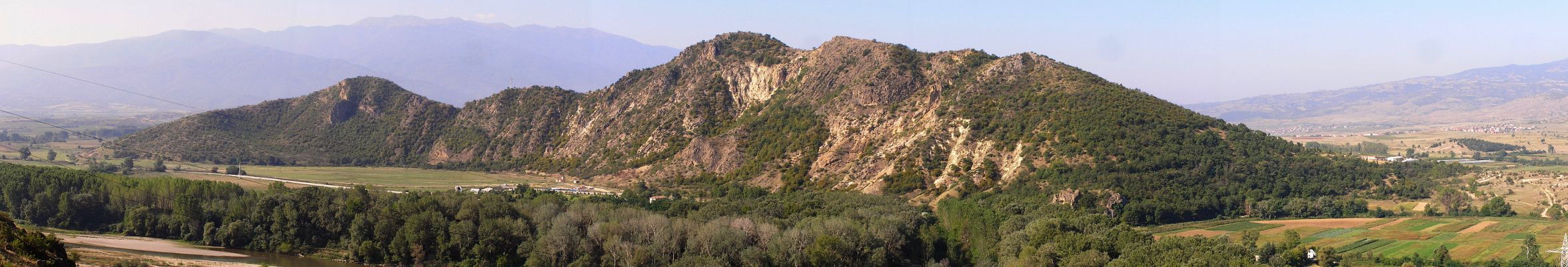
Obwohl er nicht sehr hoch ist, erhebt sich der Berg Kozhuh dominierend über die Umgebung

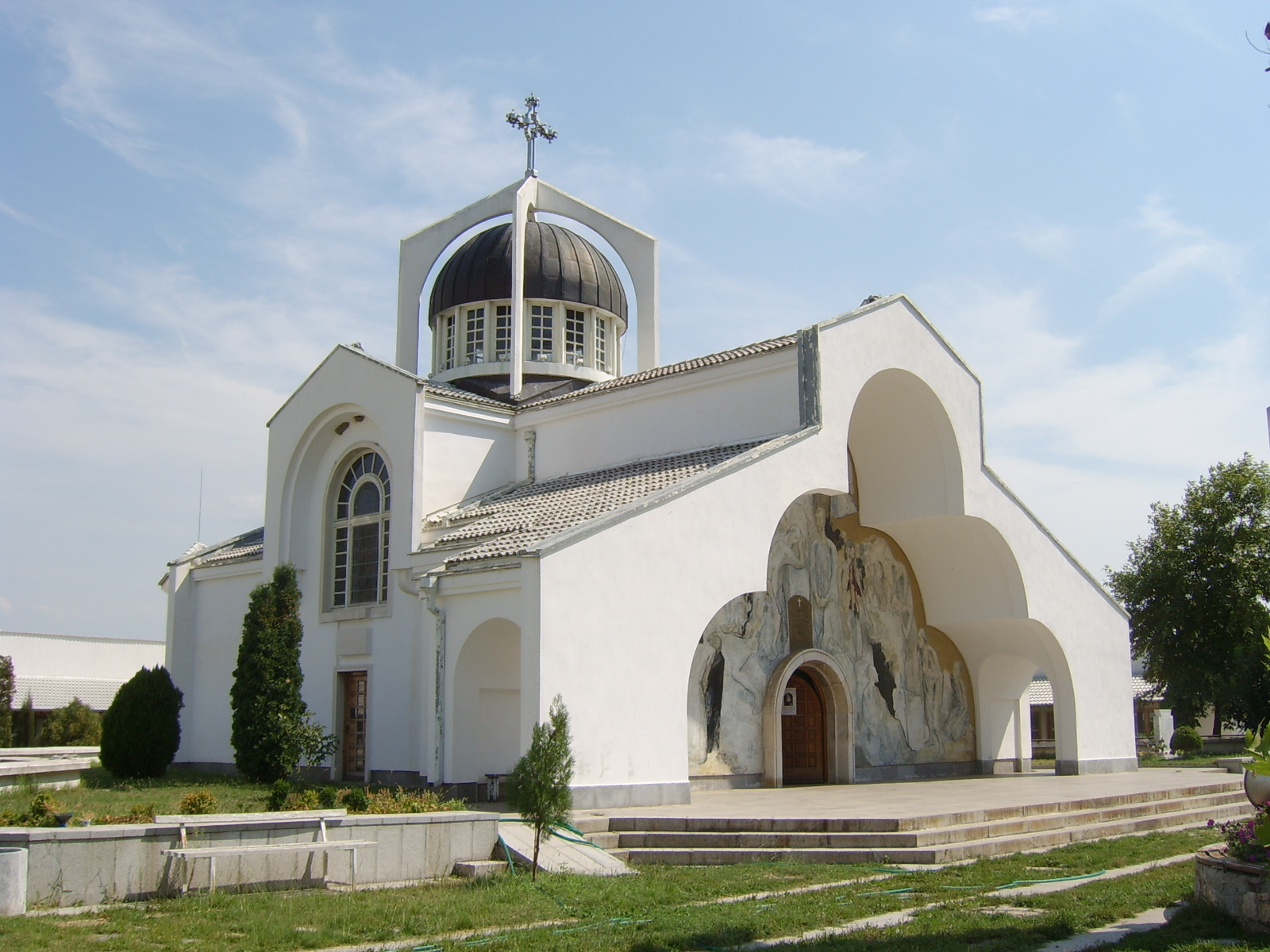
Die Kirche der Heiligen Petka
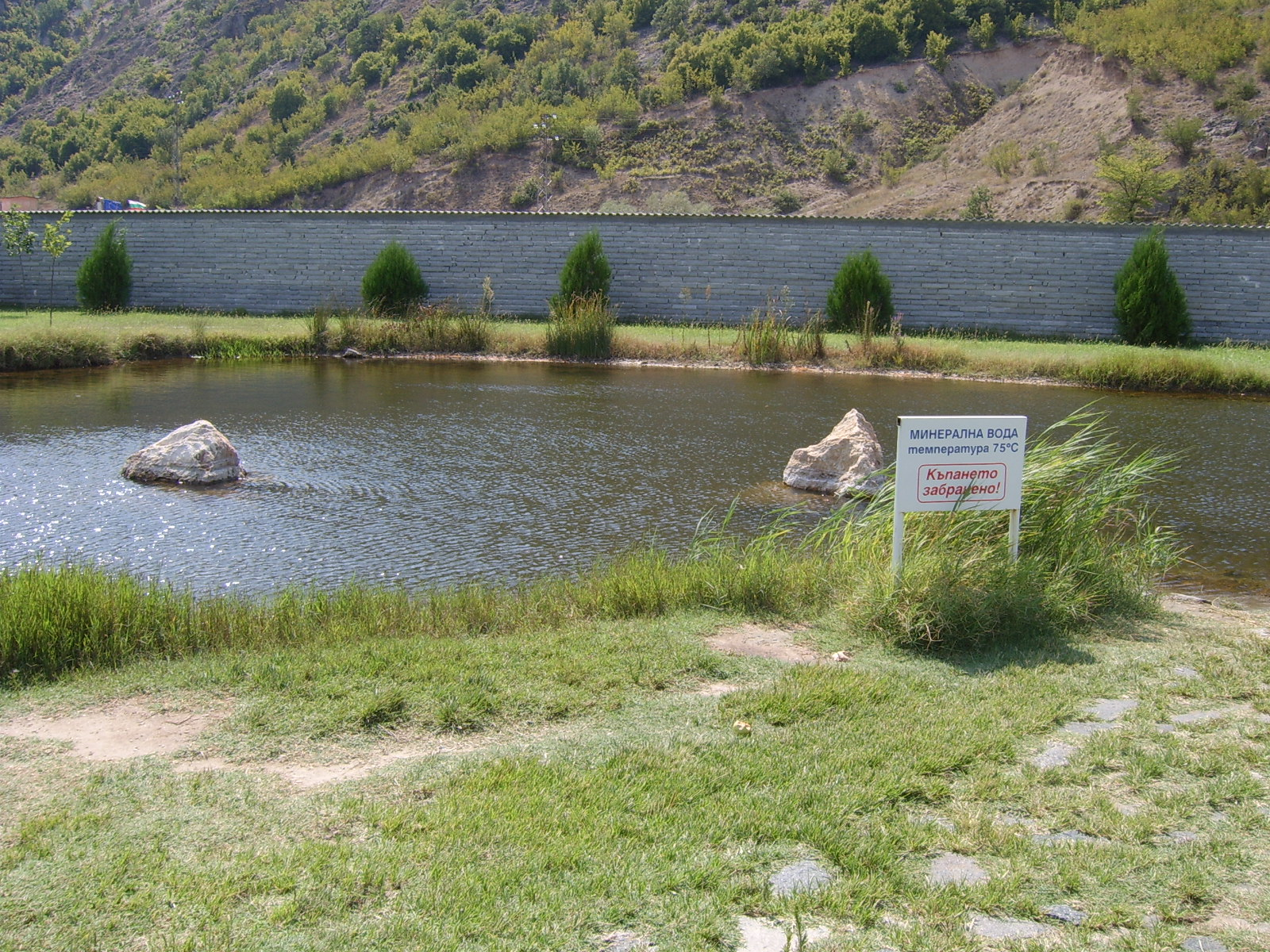
Mineralquelle Rupite